# Friedrich Günther (Schauspieler)

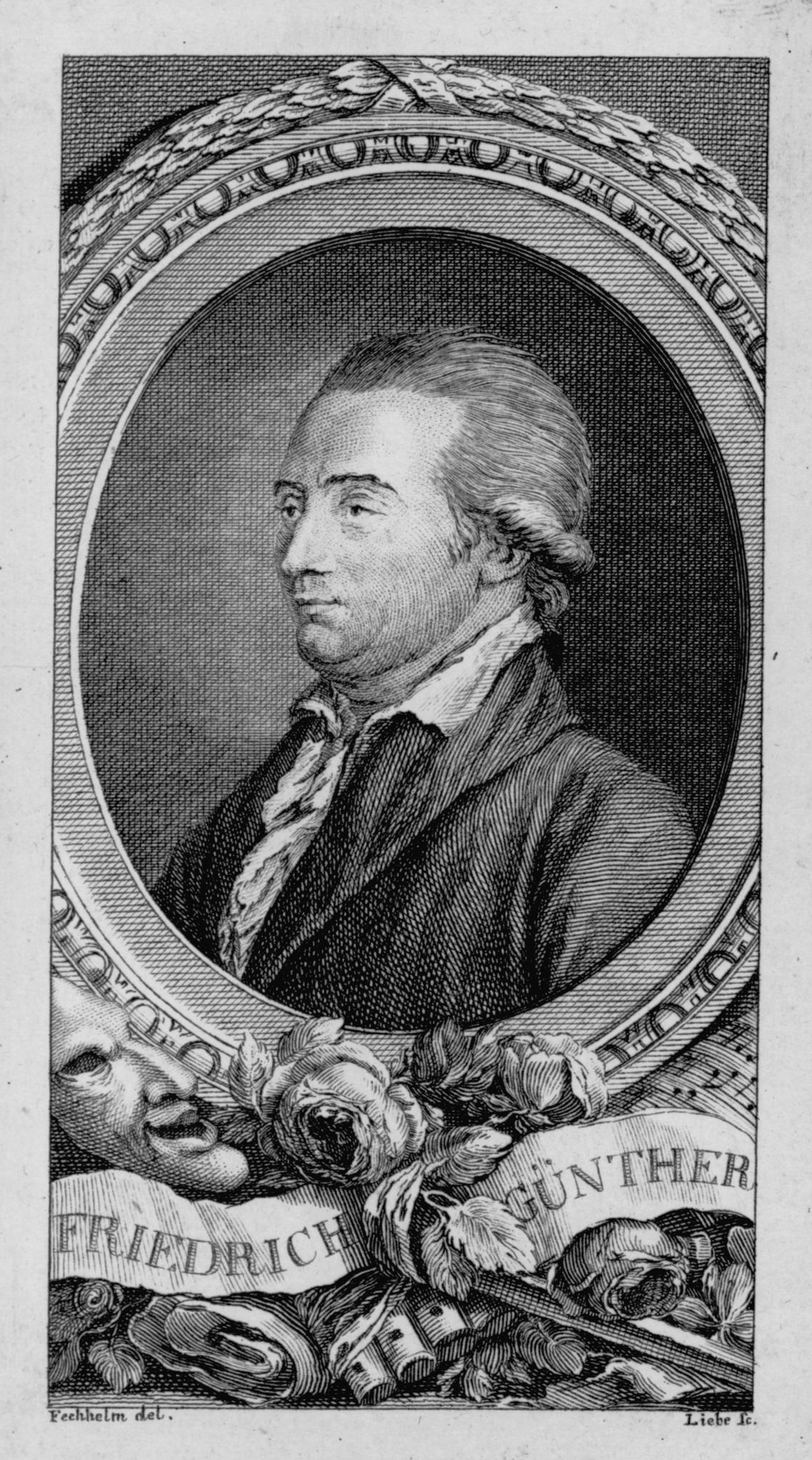
Kupferstich von Christian Gottlieb Fechhelm

Friedrich Günther (1750 in Holstein – nach 1790) war ein deutscher Theaterschauspieler und Sänger (Bass).

## Leben
Günther war ein vorzüglicher Bassist und beliebt im Fache komischer Alten. 1768 ging er zum Theater, war von 1770 bis 1779 als Sänger und Schauspieler an den Hoftheatern Gotha und Weimar engagiert. Von 1780 bis 1783 war er Mitglied des Ensembles der Hofoper in Wien und debütierte dort 1780. Er kehrte dann nach Deutschland zurück, spielte und sang hierauf an mehreren Bühnen Deutschlands und der Schweiz, und zog sich 1790 ins Privatleben nach Basel zurück.
Er war verheiratet mit Sofie Huber, ebenfalls Schauspielerin und Sängerin, mit der er gemeinsam in Wien spielte.

## Rollen (Auswahl)
- Fikfak – Der Dorfjahrmarkt oder Lukas und Bärbchen (Georg Anton Benda)
- Walder – Walder (Georg Anton Benda)